# Scotoplanes globosa

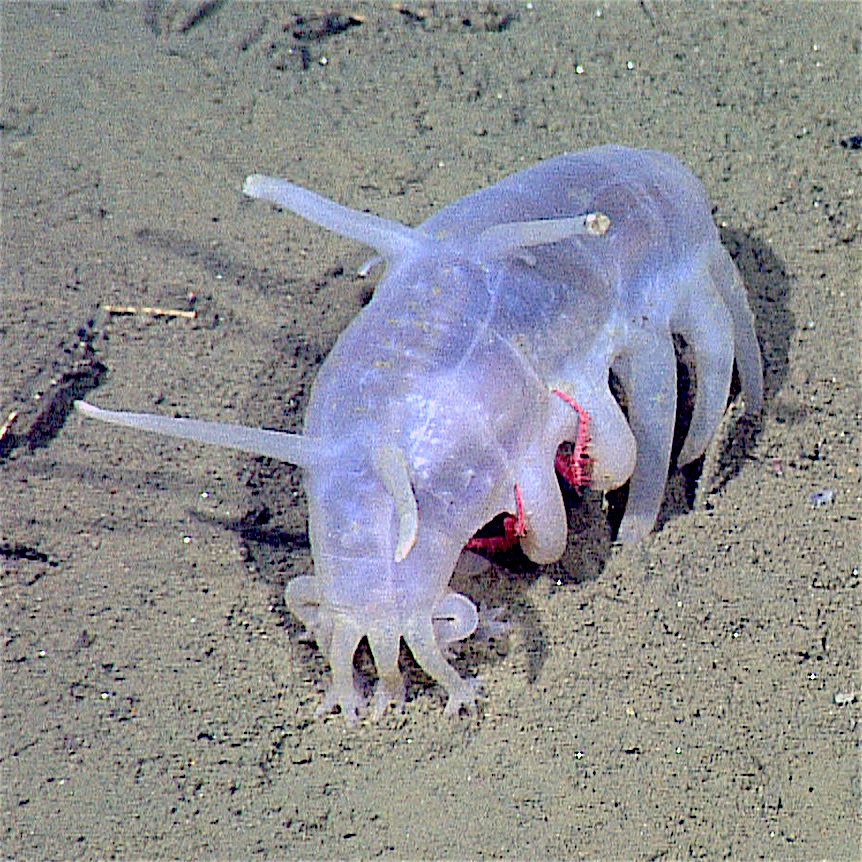
Un pepino de mar (Scotoplanes globosa) parece albergar al cangrejo (familia Lithodidae).

Scotoplanes globosa, conocido comúnmente como cerdo marino, es una especie de pepino de mar que habita en las profundidades del océano. Es fácilmente reconocible por su aspecto inusual, con patas tubulares que le dan una apariencia similar a la de un cerdito caminando sobre el fondo marino.
Esta especie fue descubierta durante la famosa expedición científica del HMS Challenger, que tuvo lugar entre los años 1873 y 1876. Durante ese viaje, el zoólogo sueco Hjalmar Théel la identificó por primera vez, aunque su descripción científica formal no se publicó sino hasta 1882, es decir, entre seis y nueve años después del hallazgo inicial.
Pertenece a un grupo de pepinos de mar adaptados a las condiciones extremas del fondo oceánico, y está estrechamente emparentado con el género Peniagone, con el que comparte varias características morfológicas y ecológicas.